# Stanisław Czaykowski
Stanisław Czaykowski, také známý jako Stanislas Czaykowski a nebo jako Stanislaus Czaykowsky byl polsko-francouzský závodní jezdec (v českém magazínu Auto byl pojmenováván téměř výhradně jako Czajkowski ale také jako Czaikowski). Narodil se 10. června 1899 v nizozemském Haagu a zemřel 10. září 1933 při automobilovém závodě Gran Premio di Monza v Itálii. Czaykowski v závodech Grand Prix oslavil třikrát vítězství v absolutním pořadí, v roce 1931 na Grand Prix Maroka v Casablance, v roce 1932 na Trophée de Provence a v roce 1933 na British Empire Trophy.na okruhu Brooklands.

## Život
Czaykowski byl bohatý polský hrabě, narozený v Haagu v Nizozemsku. Jeho rodina, větev šlechtického klanu, emigrovala do Nizozemska z Polska v 19. století, kdy byl polský stát rozdělen Ruskem, Pruskem a Rakousko-Uherskem a ti, kteří mohli uniknout pronásledování, začali nový život jinde. V I. světové válce sloužil jako dobrovolník u pěchoty ve francouzské armádě. Po válce podnikal úspěšně na britských ostrovech. Jeho podnikání v Anglii mu přineslo spoustu peněz, stal se velmi bohatý. Czaykowski si koupil závodní vůz Bugatti. První start absolvoval na Grand Prix Comminges v roce 1929 s Bugatti T37A. Pro vývoj a údržbu si hrabě Czaykowski najal Selestadiana Jeana (Aloyse) Georgenthuma. V blízkosti Cap d'Ail na Francouzské Riviéře, kde bydlel, si mechanické práce na voze nechal provádět nejčastěji u zastoupení Bugatti v Nice (Rue de Rivoli 21), které vedl bývalý automobilový závodník Ernest Friderich. Stal se členem alsaského autoklubu (Automobile Club d'Alsace).
Sportovní a závodní vozy Bugatti startovaly od svého vzniku v roce 1909 na nejvýznamnějších závodech až do ukončení výroby v roce 1952. Ve zlaté éře automobilových závodů ve 20. a 30. letech 20. století vysílal Ettore Bugatti do Velkých cen svůj tovární tým (Automobiles Ettore Bugatti), jehož členy byli známí závodníci té doby (Louis Chiron, Tazio Nuvolari, Albert Divo, Achille Varzi atd.). Mimo nich si vozy Bugatti pořizovali i majetní, soukromí jezdci. Byli to úspěšní, movití podnikatelé (Marcel Lehoux, Miloš Bondy, Florian Schmidt), bankéři (Čeněk Junek) a šlechtici (Heinrich-Joachim von Morgen, Maximilian zu Hardegg, Earl Howe, Jiří Kristián Lobkowicz). K závodníkům z aristokrateckých kruhů se koncem 20. let přiřadil i polský hrabě Czaykowski. Během své kariéry jezdil především se závodními vozy Bugatti, vlastnil celkem sedm modelů. Nikdy neměl status továrního jezdce, závodil jako nezávislý, soukromý jezdec a platil si za úpravy vozů v továrně v Molsheimu a v servisu v Nice nemalé částky.

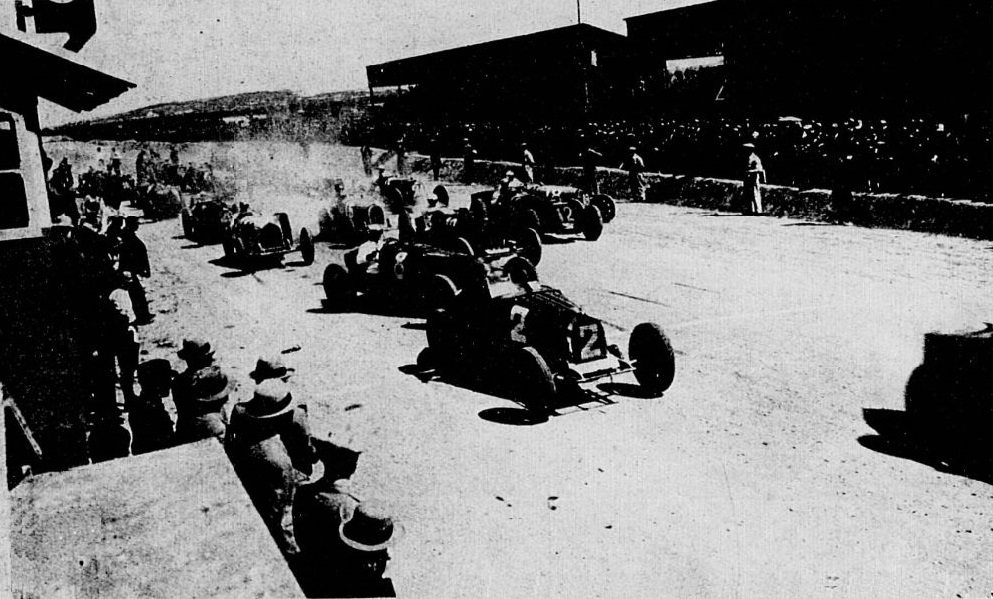
Start Grand Prix Tunisu, v popředí st. č. 2 Stanisław Czaykowski (1931)

## Závodní kariéra
Ve svém prvním závodě na Bugatti T37A (v kategorii do 1500 cm³) 18. srpna 1929 na Grand Prix du Comminges ve francouzském Saint Gaudens zvítězil a zajel i nejrychlejší kolo závodu za 15:35 min (101,3 km/h). V celkovém pořadí podle průměrných rychlostí dosažených v závodě všech kategorií obsadil 6. místo (třídy měly rozdílnou délku závodu mezi 10 a 15 koly, nebylo tedy možné porovnávat dosažené časy).
V sezóně 1930 v kategorii vozů Voiturette (do 1,5 l) startoval v 5 závodech, z nichž dvakrát vyhrál (Saint Raphaël, 2. března, I. Circuit d'Esterel Plage a v Lyonu, 15. června, II. Grand Prix de Lyon). Druhý skončil v Saint Gaudens (17. srpna, VI. Grand Prix du Comminges). Ještě 27. dubna vyhrál závod sportovních vozů v alžírském Oranu. V červnu 1930 si koupil Bugatti Type 35C (řadový osmiválec 1991 cm³ s kompresorem o výkonu 88 kW/120 k). V prvním jeho závodě s novým vozem, kterým byla XVI. Grand Prix de l'Automobile Club de France obsadil skvělé 4. místo. Velká cena Francie se konala 21. září poprvé na okruhu v Pau a vyhrál ji Philippe Étancelin (Bugatti T35C). Z 37 přihlášených se na startovní rošt pro závod na 25 kol postavilo pouze 25 jezdců, z toho 17 na Bugatti. Czaykowski se postupně po 25. kolech (395,88 km) probojoval až na 4. místo.
V roce 1931 se Czaykowski zúčastnil 2 závodů sportovních vozů a 10 závodů Grand Prix. V šestihodinovce v Tunisu sice nedojel, ale GP sportovních vozů 27. září v Brignoles zvítězil (stejný den se jela GP závodních vozů, kde dojel 3.). Na III. Grand Prix Tunisu v Kartágu dojel na 6. místě a III. Grand Prix Monaka dojel jako 9. V Casablance na okruhu Anfa 17. května (Grand Prix Maroka) vyhrál svůj první závod (55 kol, 369,38 km, 136,92 km/h). To jel na novém Bugatti Type 51, které si zakoupil v dubnu. Hrabě Czaykowski nastoupil se svým zbrusu novým Bugatti T51 (#51126, řadový osmiválec 2262 cm³ s kompresorem o výkonu 132 kW/180 k), které mu 21. dubna doručil z Nice agent Bugatti Ernest Friderich, bývalý závodník (mj. 3. místo na GP Francie 1923). Tím se Czaykowski okamžitě stal hlavní hrozbou pro domácího favorita Marcela Lehouxe (myšleno jako z Francouzské Severní Afriky, Lehoux podnikal a žil v Alžíru). Ten od startu vedl před Czaykowskim. O vedení přišel při rutinní zastávce v boxech, aby dotankoval. Potom Lehoux zahájil stíhací jízdu, ale pravděpodobně přetížil motor svého vozu, protože po 44 kolech musel odstoupit. Vyhrál s velkým náskokem Czaykowski, který závod odjel nonstop bez zastávky v boxech.
V dalším závodě však svou snahu o co nejlepší umístění přehnal. Na 1. Grand Prix Ženevy (7. června), která se jela systémem rozjížděk a finálové jízdy, v 2. rozjížďce těžce havaroval. Po polovině rozjížďky se v čele jedoucí Lehoux a Czaykowski, stále v těsném souboji, chystali předjet čtvrtého Umberta Klingera o kolo. Lehoux projel bez problémů, ale pak Klinger zamířil zpět doprostřed trati, aniž by si uvědomil, že Czaykowski je těsně za ním. Oba vozy se téměř dotýkaly, Czaykowski se ve zlomku vteřiny rozhodl uhnout svým vozem více doprava. Bugatti sjelo na krajnici, pak ve vysoké rychlosti opustilo dráhu a doslova vletělo do zahrady rodinného domu Zaninettiových. Otec Zaninetti zemřel na utržená zranění později v místní nemocnici, jeho žena přežila s menšími zraněními a jeho syn s otřesem mozku. Sám Czaykowski havárii přežil se zlomeným žebrem a lehce zraněnou pravou nohou.
V dalších závodech sezóny 1931 se téměř pravidelně umísťoval s Bugatti T51 na stupních vítězů. Byl 3. na GP Marny (5. července), 2. na GP Dieppe (26. července), 2. na GP Comminges (16. srpna), 3. v rozjížďce na GP Monzy (6. září) a 3. na GP Brignoles (27. září). V Monze a v Brignoles jel na Bugatti T35C. Nedojel jen jeden závod a to II. Circuit du Dauphiné v Grenoblu.

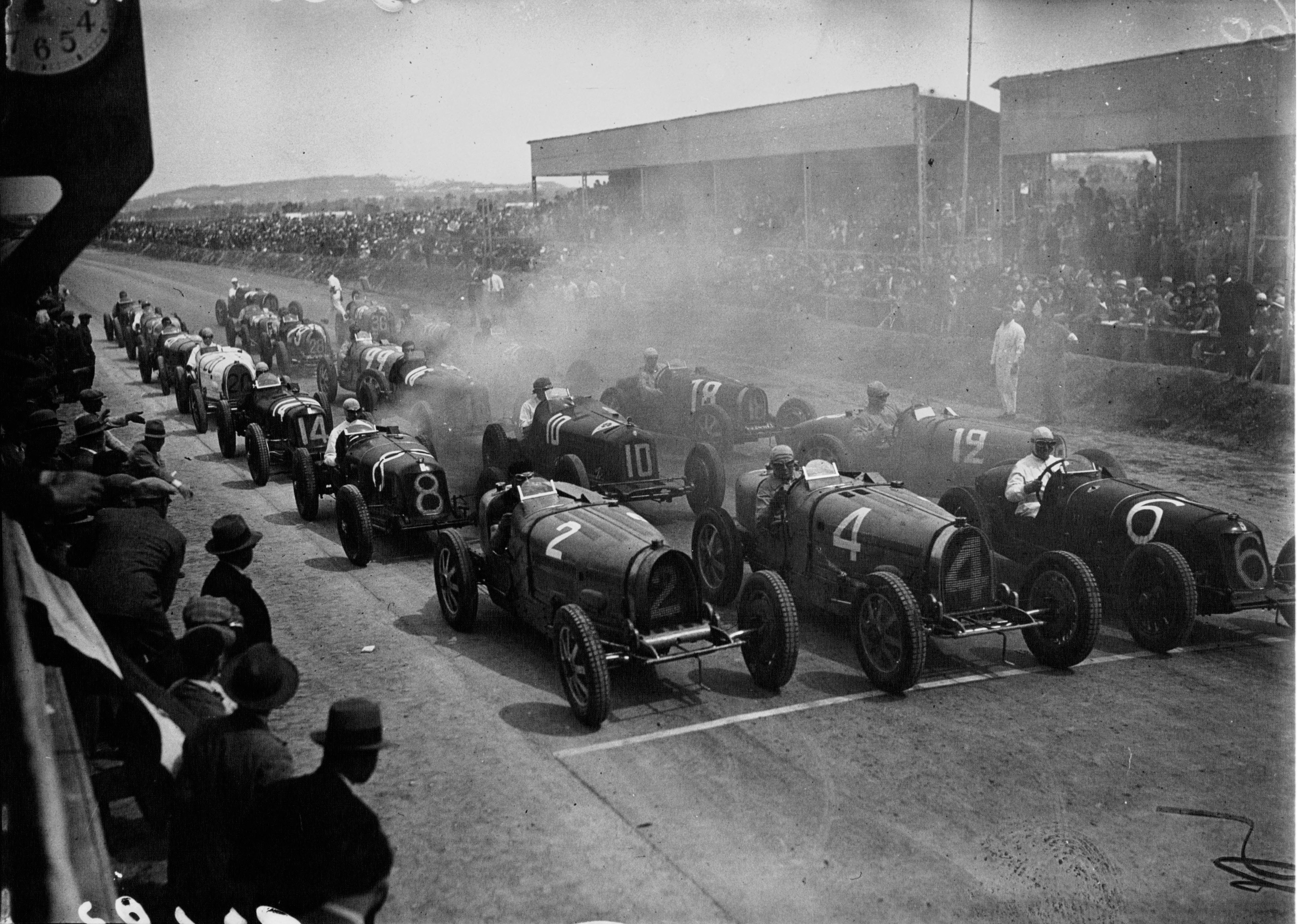
Start IV. Velké ceny Tunisu. V 2. řadě se st. č. 12 Stanisław Czaykowski na Bugatti T51 (1932)

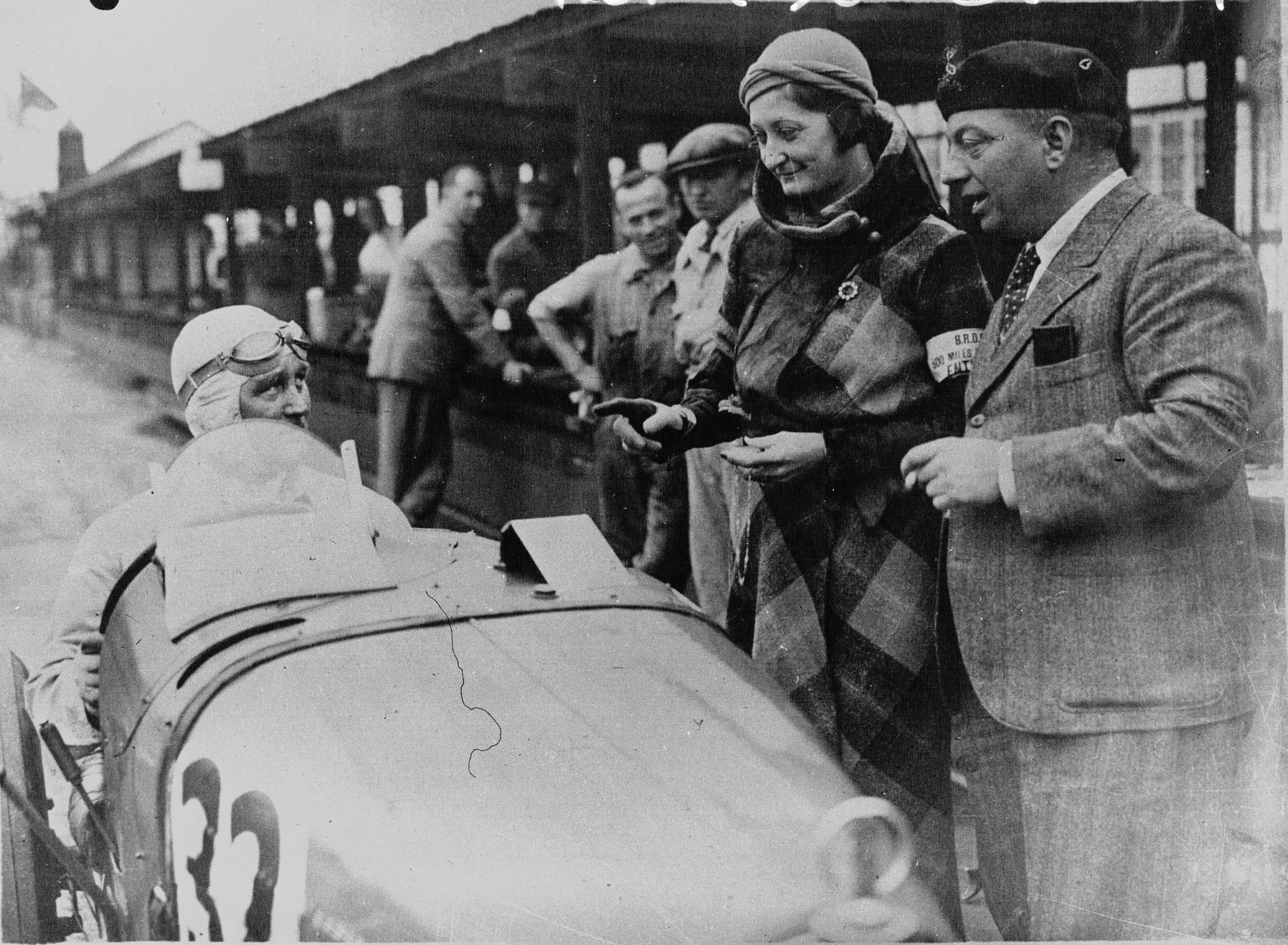
Stanisław Czaykowski, Brooklands (500 mile Brooklands 1932)

V sezóně 1932 startoval na 12 Velkých cenách a také si vyzkoušel vytrvalostní závod 24 h Le Mans. Tam s Ernestem Friderichem na Bugatti Type 55 obsadil 10. místo. V závodech Grand Prix střídal Bugatti T35C (do 2,0 l) a Bugatti T51 (nad 2,0 l). V těch závodech, kde vozy jely společný závod jel na silnějším T51, ale v některých podnicích se odjely samostatné závody obou kategorií a tam startoval v jednom dni dvakrát (s T35C a i s T51).
V tomto roce dosáhl na čtyři vítězství, vše v kategorii do 2000 cm³ na Bugatti T35C: na Circuito del Littorio při Královské ceně Říma (VIII. Reale Premio Roma), na okruhu v Nimes (I. Trophée de Provance), na Grand Prix de Dieppe a na VII. Grand Prix de Comminges v St. Gaudens. Královská cena Říma se 24. dubna jela systémem rozjížděk a finálového závodu. Ve finálové jízdě skončil celkově jako 5., ale kategorii do 2,0 l vyhrál. V Dieppe se jel 24. července společný, čtyřhodinový závod do a přes 2 l. Přes 2 l zvítězil Louis Chiron na Bugatti T51 (ujel 62 kol v délce 501,9 km) a do 2 l Czaykowski na T35C (57 kol v délce 465,9 km). V celkovém hodnocení obou kategorií byl Czaykowski uveden na 4. místě.
Ve Velké ceně Lotrinska (I. Grand Prix de Lorraine do 2000 cm³, 26. června, okruh Seichamps u Nancy) dojel na Bugatti T35C na 2. místě za Louisem Trintignantem. V závodě došlo ke tragické nehodě, když Emile Tetaldi ve 3. kole havaroval, narazil do stromu a následně byl vůz katapultován do davu diváků. Mezi diváky na Virage du Pulnoy byl i cyklista Lucien Lange, který se v letech 1928 a 1930 zúčastnil Tour de France, jeho žena a jejich 8letý syn Louis. Sedmiletý Jean Bernard zemřel okamžitě, stejně jako Louis Lange a zraněni byli Louisovi rodiče, kterým byly rozdrceny nohy (paní Langeová zemřela později v nemocnici). Kolem nich bylo zraněno dalších 11 diváků. Závod byl předčasně po 9. kole z 26 ukončen. Ten samý den se jel v Nancy i hlavní závod Velké ceny Lotrinska na 30 kol (165 km). Czaykowski na Bugatti T51 dojel jako 3.
S tímto silnějším Bugatti T51 již dříve skončil 5. v Tunisu, třikrát 3., v Nimes, v Casablance (Grand Prix Maroka) a ve zmíněném Nancy. Ve Velké ceně Nîmes (I. Grand Prix de Nîmes), která se konala 16. května, na 70 kol v celkové délce závodu 203 km došlo rovněž ke tragické nehodě. Antoine Canin (Bugatti T35B) již ve 2. kole se srazil s Philippem Étancelinem. Canin, který se při nehodě těžce zranil, podlehl zraněním ten den večer v nemocnici. Závod však pokračoval dál a Czaykowski v něm obsadil 3. místo.

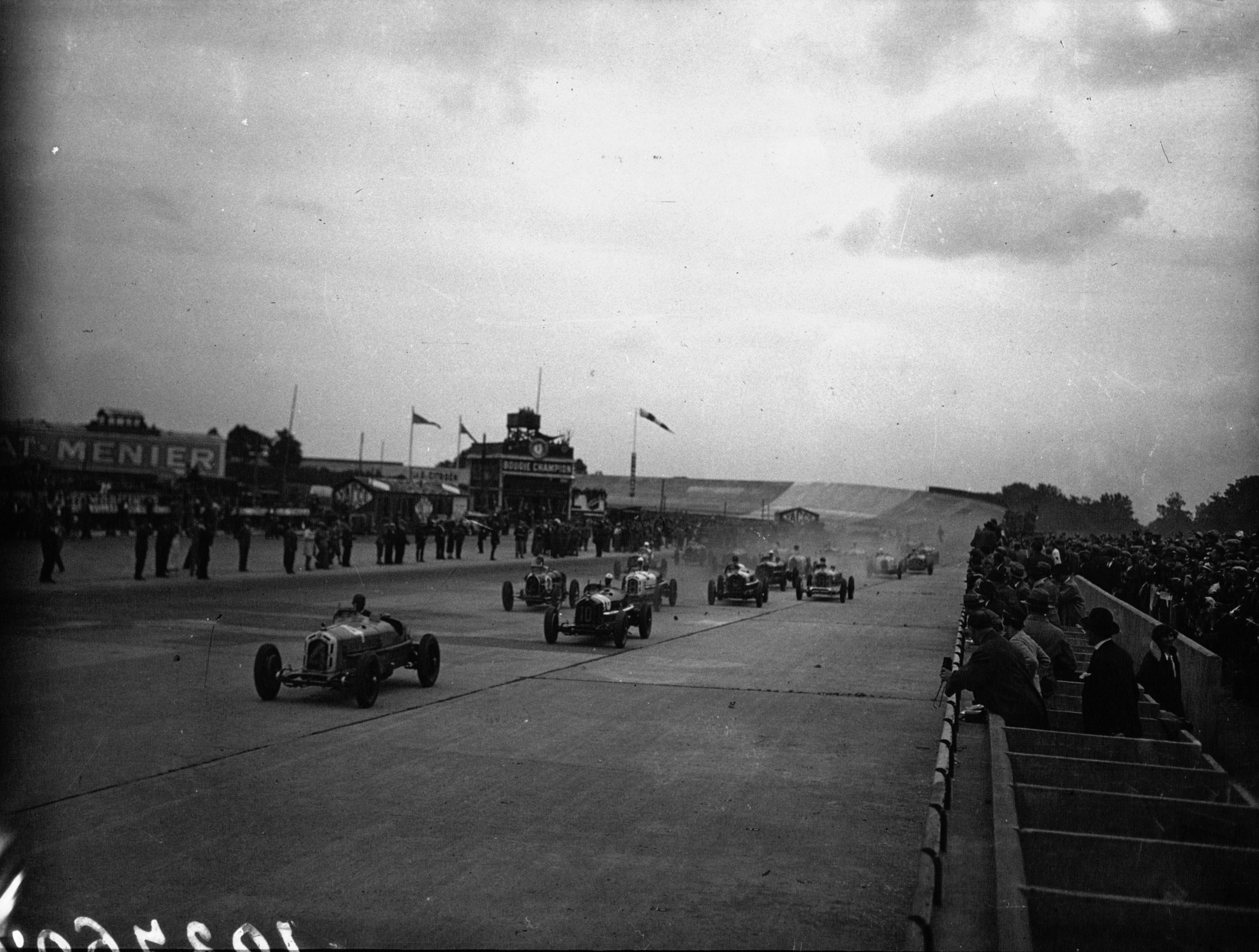
Start Grand Prix Francie (1933). Ve středu pole se st. č. 22 Czaykowski

Czaykowski 5. května 1933 na Avusu vytvořil v třídě Class C (3001-5000 cm³) 4 světové rychlostní rekordy (s pevným startem) v novém Bugatti Type 54 (řadový osmiválec 4972 cm³ s kompresorem o výkonu až 220 kW/300 k). Byly to rekordy na 100 km v čase 28:15,22 min (212,237 km/h), na 100 mil v čase 45:08,8 min (212,117 km/h), na 200 km v čase 56:07,5 min (213,808 km/h) a v hodinovce průměrnou rychlostí 213,842 km/h.

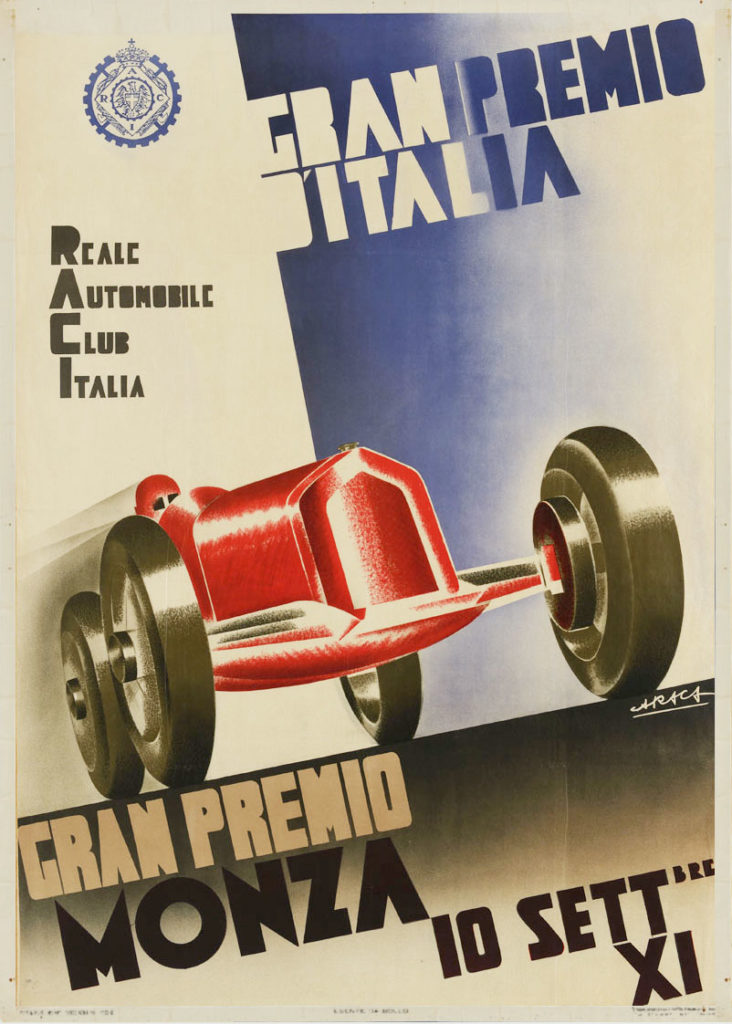
Plakát na Grand Prix Itálie a Gran Premio Monza, které se jely ve stejný den (10. září 1933)

Vrátil se i do Le Mans, v tradičním závodě 24 hodin Le Mans obsadil společně se svým mechanikem Jeanem Gaupillatem na Bugatti 51A (řadový osmiválec 1493 cm³ s kompresorem o výkonu 96 kW/130 k) celkově 24. místo a ve třídě do 1,5 l skončili na 4. místě. V závodech Grand Prix se mu z počátku sezóny příliš nedařilo. Ve Velké ceně v Pau a ve Velké ceně Tunisu nedojel. Za to na Avusu (III. AVUS-rennen, 21. května) dojel na Bugatti T51 na výborném 2. místě za továrním jezdcem Achillem Varzim na stejném typu. Avusrennen z roku 1933 zastínil všechny předchozí závody na této trati díky působivé a vzrušující bitvě hraběte Czaykowského a Varziho v jejich 5litrových Bugatti. Hrabě vedl každé kolo téměř po celý závod, až do předposledního kola, kdy ho Varzi předjel. I přes velkou snahu Czaykowského znovu získat vedení zvítězil Varzi o zlomek vteřiny (o 0,2 vt.). S průměrnou rychlostí vítěze 206,9 km/h představil Avus nejrychlejší závod v Evropě. Czaykovského útěchou bylo dosažené nejrychlejší kolo v závodě za 5:17,8 min tj. 221,7 km/h. Ministr propagandy Dr. Joseph Goebbels předal vítěznému Achille Varzimu trofej říšského kancléře Adolfa Hitlera.
Na Velké ceně Francie v Montlhéry 11. června nedojel do cíle. Odpadl po 8. kole ze 40 pro poruchu převodovky. Zavítal i na britské ostrovy, kde 1. července zvítězil v závodě o Trofej britského impéria (II. British Empire Trophy). Závod se jel v Brooklandsu na 45 kol v celkové délce 125 mil (201,2 km). V podstatě jediným soupeřem pro Czaykovského byl Ir Kay Don (Bugatti T54), který dojel do cíle o více než minutu za ním. Na 5. ročníku Velké ceny v Dieppe (16. července, Bugatti T51A) dojel na 3. místě a na 9. ročníku Velké ceny de La Baule (13. srpna, Bugatti T35C) dojel na 5. místě. Na GP Comminges a na GP Albi nedojel.

## Smrtelná nehoda
Czaykowski smrtelně havaroval při Gran Premio di Monza 10. září 1933. Do finálové jízdy nastoupilo 11 vozů. V čele jezdily dvě bugatky, hrabě Czaykowski a Lehoux. Ale v osmém kole se Lehoux prohnal na prvním místě, zatímco Czaykowski chyběl. Jeho Bugatti Bugatti T54 (na tomto typu zahynul na Avusu v roce 1932 i Jiří Kristián Lobkowicz) se v nechvalně známé jižní zatáčce (Curva Sud) odchýlilo ze správného směru, jen asi 50 metrů od místa na trati, kde před pár minutami zemřeli při srážce dva Italové Baconin Borzacchini a Giuseppe Campari. Jeho auto se převrátilo přes vnější hranu dráhy a Polák hlavou narazil do kamene ležícího v trávě. Bugatti zůstalo převrácené na kraji trati, Czaykowského pohřbilo pod sebou, palivová nádrž explodovala, začalo hořet a úplně shořelo. Pro Stanisława Czaykowského přišla jakákoli pomoc příliš pozdě. Předpokládalo se, že zemřel na vážná poranění hlavy, ještě než uhořel.
Hraběnka požádala jeho mechanika Jeana Georgenthuma, aby přivezl domů ohořelé ostatky jejího manžela spolu s vrakem jeho závodního vozu. Noviny věnovaly velký prostor tragickým událostem v Monze, přičemž vedle obou Italů byl zmíněn i talentovaný Polák. Stanisław Czaykowski, aristokrat polského původu a závodní jezdec ve vrcholné formě, zemřel na stejné trati jako před devíti lety jeho krajan hrabě Louis Zborowski.